# Malanea sarmentosa
Malanea sarmentosa är en måreväxtart som beskrevs av Jean Baptiste Christophe Fusée Aublet. Malanea sarmentosa ingår i släktet Malanea och familjen måreväxter. Inga underarter finns listade i Catalogue of Life.